# Ichthyosauromorpha
De Ichthyosauromorpha zijn een groep zeereptielen, behorend tot de Diapsida, die leefde tijdens het Mesozoïcum.
In 2014 concludeerde Ryosuke Motani dat de Icthyopterygia en de Hupehsuchia nauw verwant waren. Hij benoemde daarom een klade Ichthyosauromorpha die hij definieerde als de groep bestaande uit de laatste gemeenschappelijke voorouder van Ichthyosaurus communis en Hupehsuchus nanchangensis; en al zijn afstammelingen. Hij stelde enkele synapomorfieën, unieke afgeleide eigenschappen, vast. Het opperarmbeen en het spaakbeen hebben een beenplaat aan de voorkant. De onderkant van de ellepijp is even breed of breder dan de bovenkant. De voorpoot is even lang als of langer dan de achterpoot. De hand heeft minstens driekwart van de lengte van bovenarm en onderarm gezamenlijk. Het kuitbeen steekt achter het dijbeen uit. De zijuitsteeksels van de wervels zijn gereduceerd of afwezig.
De Ichthyosauromorpha ontstonden tijdens het Vroeg-Trias, ongeveer 250 miljoen jaar geleden. Een groep ichthyosauromorfen bestond uit de Hupesuchia, die de zustergroep zijn van de Ichthyosauriformes, waarvan Cartorhynchus een basaal lid is. Een latere tak binnen de ichthyosauriformen waren de Ichthyopterygia, waarbinnen de Ichthyosauria zich afsplitsten. De ichthyosauriërs waren de meest soortrijke en langst bestaande ichthyosauromorfen; ze stierven vermoedelijk uit in het midden van het Krijt.

## Fylogenie
De indeling kan weergegeven worden in het volgende kladogram:
|                    | Hupehsuchia                                                       |
|                    |                                                                   |
| Ichthyosauriformes | \| \| Cartorhynchus \| \| \| \| \| \| Ichthyopterygia \| \| \| \| |
|                    | \| \| Cartorhynchus \| \| \| \| \| \| Ichthyopterygia \| \| \| \| |
|                    | Cartorhynchus                                                     |
|                    |                                                                   |
|                    | Ichthyopterygia                                                   |
|                    |                                                                   |

|  | Cartorhynchus   |
|  |                 |
|  | Ichthyopterygia |
|  |                 |